# Аппер-Провіденс Тауншип (округ Монтгомері, Пенсільванія)
Аппер-Провіденс Тауншип (англ. Upper Providence Township) — селище (англ. township) в США, в окрузі Монтгомері штату Пенсільванія. Населення — 24 091 особа (2020).

## Демографія
Згідно з переписом 2010 року, у селищі мешкало 21 219 осіб у 7360 домогосподарствах у складі 5635 родин. Було 7549 помешкань
Расовий склад населення:
| - 86,6 % — білих - 7,9 % — азіатів - 3,5 % — чорних або афроамериканців - 0,1 % — корінних американців |

До двох чи більше рас належало 1,5 %. Частка іспаномовних становила 2,2 % від усіх жителів.
За віковим діапазоном населення розподілялося таким чином: 29,0 % — особи молодші 18 років, 60,9 % — особи у віці 18—64 років, 10,1 % — особи у віці 65 років та старші. Медіана віку мешканця становила 38,7 року. На 100 осіб жіночої статі у селищі припадало 93,9 чоловіків;  на 100 жінок у віці від 18 років та старших — 90,6 чоловіків також старших 18 років.
Середній дохід на одне домашнє господарство  становив 138 051 долар США (медіана — 114 397), а середній дохід на одну сім'ю — 155 384 долари (медіана — 129 981). Медіана доходів становила 93 426 доларів для чоловіків та 62 179 доларів для жінок. За межею бідності перебувало 2,6 % осіб, у тому числі 1,7 % дітей у віці до 18 років та 5,4 % осіб у віці 65 років та старших.
Цивільне працевлаштоване населення становило 11 607 осіб. Основні галузі зайнятості: освіта, охорона здоров'я та соціальна допомога — 20,5 %, науковці, спеціалісти, менеджери — 16,7 %, фінанси, страхування та нерухомість — 13,3 %, виробництво — 12,1 %.